# Mariefred
Mariefred est une petite localité de Suède d'environ 3 813 habitants. Elle se situe sur le lac Mälar, dans la commune de Strängnäs, à environ 1 heure de voiture au sud-ouest de Stockholm. Dans cette ville se trouve l'un des plus célèbres châteaux suédois : le château de Gripsholm.
Elle est nichée dans une baie du lac Mälar et tire son nom du couvent fondé en 1493, Pax mariae, c'est-à-dire la paix de Marie (Marie fred en suédois). L’église date du XVe siècle et l’hôtel de ville du XVIIIe siècle.
L'auteur allemand Kurt Tucholsky est enterré dans la ville.

## Locaux célèbres
- Lisa Ekdahl, chanteuse de jazz
- Mikael Samuelsson, joueur de hockey sur glace

## Galerie

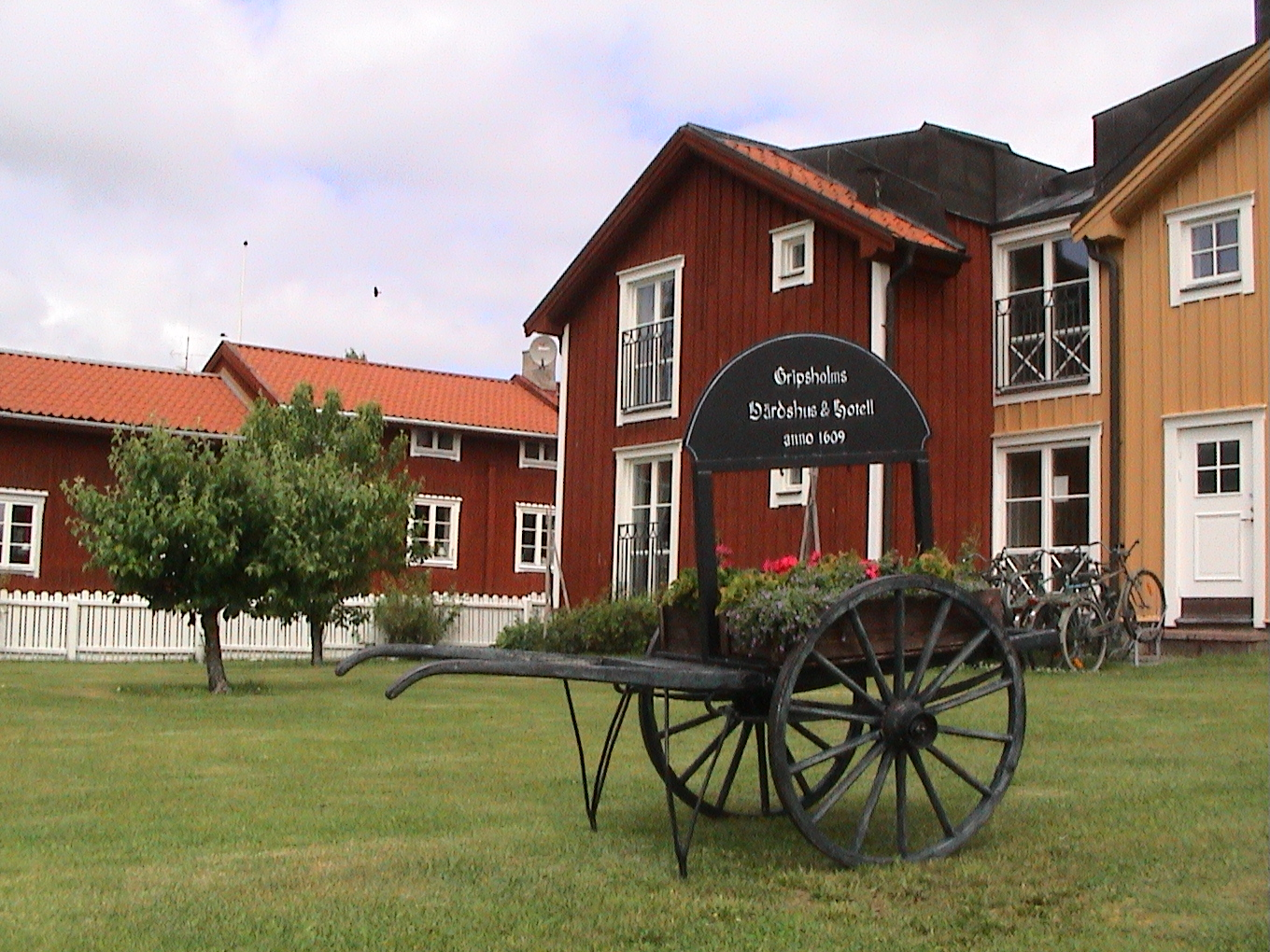
L'hôtel Gripsholms Värdshus à Mariefred